# Attualismo
La teoria dell'attualità, o attualismo, è un principio comune a vari ambiti che considera reale tutto ciò che esiste attualmente, nel fluire presente del tempo, negando o relativizzando l'esistenza di entità immutabili o di forme ideali potenziali ritenute anteriori alla realtà attuale. 
Si tratta a ogni modo di un principio che assume diversi significati, in filosofia, psicologia, antropologia, logica temporale.

## Idealismo attuale
Attualismo, nella filosofia idealistica, è, specificamente, una dottrina formulata da Giovanni Gentile, esponente dell'idealismo italiano. È il principio per il quale il Pensiero pone se stesso e in se stesso tutta la realtà, con un atto perenne mai concluso.

## Filosofia moderna
Già la filosofia moderna era andata affermando che la realtà consiste in un costante divenire, cioè in atti e non in fatti, in un'attività anziché in una passiva sostanzialità.
Invertendo il principio scolastico agere sequitur esse (in latino «l'agire segue l'essere»), l'attualismo moderno si contrappone pertanto a qualsiasi metafisica della sostanza, in particolare all'essenzialismo che pone delle forme immutabili a fondamento dell'essere.
Un esempio più antico di attualismo è rappresentato da Eraclito e dal suo celebre adagio «tutto scorre» (pànta rhèi). Anche Parmenide è considerato l'autore di una forma di attualismo per aver attribuito all'Essere, pur concepito staticamente, il fatto di pensare che tutta la realtà ontologica «è» da sempre e per sempre. A lui successe Plotino per il quale l'Uno, l'ipostasi suprema, non è una realtà statica, bensì un'attività di auto-creazione, uno stato di estasi perenne che genera la dimensione inferiore dell'Essere.
Il neoplatonico Leibniz sosteneva che «una sostanza per sua natura non può essere affatto inattiva». Parimenti per Hegel «lo spirito è assolutamente attuale». Espressioni attualistiche permeano quindi l'idealismo di Fichte, Schelling, e appunto Gentile nella forma più radicale.

## Filosofia della scienza
Attualismo (o uniformismo) è il principio, sintetizzabile nell'espressione «che non cambia, permane e/o si ripete», che nella filosofia della scienza (branca della filosofia rivolta a indagare la validità delle affermazioni scientifiche) denota la caratteristica per la quale le leggi naturali che hanno operato nei tempi passati sono le stesse che possono essere osservate nel tempo presente. Il suo significato metodologico è compendiato frequentemente dall'asserzione: «Il presente è la chiave al passato»; oppure, con una formulazione ancora più semplice, che ieri, come oggi, le stesse cause comportavano gli stessi effetti.
Il paleontologo e teorico dell'evoluzione Stephen Jay Gould, in un lavoro del 1965, ha tenuto tuttavia a distinguere quattro aspetti dell'attualismo scientifico, usando il sinonimo uniformismo: 
1. uniformità di legge;
2. uniformità di genere;
3. uniformità di grado;
4. uniformità di risultato.

Si tratta comunque di aspetti discussi, alcuni dei quali criticati da scienziati che ritengono come non sia sempre possibile garantire in questi campi la presunzione dell'uniformità.

## Filosofia analitica
Nella filosofia analitica contemporanea, l'attualismo è la visione secondo cui è reale solo ciò che esiste attualmente, al contrario del possibilismo, per il quale invece vi sono alcune entità che sono semplicemente possibili: pur non essendo reali, queste entità hanno un essere (in potenza), godono cioè di un essere «meno robusto» rispetto a quanto è realmente esistente.
Una nozione rilevante ma significativamente diversa di possibilismo, noto come realismo modale, è stata sviluppata dal filosofo David Lewis, che identifica il mondo reale con l'universo fisico di cui tutti facciamo parte, ma ammettendo l'esistenza di una pluralità di mondi possibili, altri modi di essere esattamente nello stesso senso del mondo reale, da lui considerati semplicemente estranei al nostro punto di vista spazio-temporale.
Ad esempio, anche l'affermazione che Sherlock Holmes esista, interpretabile come «esiste un mondo possibile in cui Sherlock Holmes esiste», è per Lewis un sintomo del fatto che vi sono altri mondi uguali al nostro, tranne per il fatto che non ci troviamo realmente su di essi.
L'attualità è quindi per Lewis un attributo che il nostro mondo possiede rispetto a se stesso, ma che anche tutti gli altri mondi hanno rispetto a loro stessi.

## Attualismo psicologico
La teoria psicologica dell'attualismo presuppone che i contenuti psichici non siano basati su alcun sostrato inamovibile.
In proposito David Hume aveva adottato un approccio simile in psicologia quando aveva descritto l'anima come un semplice «fascio di idee».
In maniera simile, la psicologia del XIX secolo di Külpe, Fechner e Wundt si è orientata verso una sorta di attualismo psicologico.

## Attualismo antropologico
Un peculiare attualismo antropologico è rinvenibile in Max Scheler, nella misura in cui enfatizzava nella persona la sua dimensione storica in divenire, anziché la sua natura o essenza.

## Logica del tempo
La logica del tempo di tipo attualistico, detta presentismo, si basa sulla convinzione che esista solo il presente, mentre il futuro e il passato sono considerati irreali. 
Ad essa si contrappone l'eternalismo, per il quale tutte le entità o gli eventi legati al passato o al futuro esistono eternamente.